# フロリダ・コンプレックスリーグ・フィリーズ
フロリダ・コンプレックスリーグ・フィリーズ（英語: Florida Complex League Phillies）は、アメリカ合衆国ペンシルベニア州アレンタウンに本拠地を置くマイナーリーグの野球チーム。メジャーリーグのフィラデルフィア・フィリーズ傘下ルーキー級チームで、フロリダ・コンプレックスリーグ北地区に所属している。主にフィリーズ傘下所属1年目の選手がプレーする。

## 歴史
1984年に初めてガルフコーストリーグの試合に出場した。
2018年からチームをガルフ・コーストリーグ・フィリーズ・イーストとガルフ・コーストリーグ・フィリーズ・ウエストに分割した。
2021年シーズンの前に、ガルフコーストリーグはフロリダコンプレックスリーグに改名された。また、チームを再び統合し、現在の「フロリダ・コンプレックスリーグ・フィリーズ」となった。